# Meinhard Kneussl
Meinhard Paul Kneussl (* 7. Juni 1952 in Innsbruck) ist ein österreichischer Pulmologe und Internist.

## Leben
Nach dem Abschluss der Matura im Jahr 1970 begann Kneussl sein Medizinstudium an der Universität Innsbruck und promovierte im April 1976. Ein Fulbright-Stipendium ermöglichte ihm anschließend einen Aufenthalt am Mount Sinai Medical Center in New York bis Januar 1977, gefolgt von einem Jahr in Montreal am Royal Victoria Hospital der Mc Gill University.
Nach diesen Auslandsaufenthalten zog Kneussl nach Wien, wo er ab Februar 1978 in der Klinik Ottakring seine Ausbildung zum Facharzt für Lungenkrankheiten und Innere Medizin absolvierte. Im Oktober 1982 forschte er zwei Jahre an der Harvard University in Boston. Die Facharztausbildung für Lungenkrankheiten schloss er im Februar 1983 ab und kehrte im Juni 1984 nach Österreich zurück.
In Österreich war Kneussl zunächst ein halbes Jahr als stationsführender Oberarzt und Leiter der Lungenambulanz an der Klinik Ottakring sowie als Konsiliar-Internist am Orthopädischen Krankenhaus Gersthof tätig. Von Jänner bis August 1985 arbeitete er als Oberarzt im Rehabilitationszentrum Hochegg. Anschließend setzte er seine Ausbildung an der Kardiologischen Universitätsklinik Wien unter Fritz Kaindl fort, wo er sich im Dezember 1990 in den Bereichen Innere Medizin und Kardiologie habilitierte.
Im Mai 1991 eröffnete Kneussl auch eine Ordination in Wien-Hietzing und wurde zum Oberarzt an der Universitätsklinik für Innere Medizin, klinische Abteilung für Pulmologie, am Allgemeinen Krankenhaus der Stadt Wien ernannt. Seine Ernennung zum außerordentlichen Universitätsprofessor erfolgte im Jahr 1996. 1997 absolvierte er die Ausbildung zum Additiv-Facharzt für internistische Sportmedizin und 2006 zum Additiv-Facharzt für internistische Intensivmedizin. Vom 1. März 2004 bis Juni 2017 war Kneussl Vorstand der 2. Medizinischen Abteilung an der Klinik Ottakring. Er war Lehrstuhlinhaber für Kardiopulmologie an der Sigmund Freud Privatuniversität Wien, wirkte im Privatkrankenhaus Goldenes Kreuz und war Mitglied der Fakultätsleitung der Medizinischen Fakultät der Universität Wien sowie Mitglied der Bioethikkommission beim Bundeskanzleramt und des Wiener Landessanitätsrates.
Zu seinen Forschungsaufgaben gehörten auch Studien zum Lungenkrebs in Österreich.
Dem ehemalige Präsident der Österreichischen Gesellschaft für Pneumologie (ÖGP) wurde 2017 für seine Verdienste in der Medizin das Ehrenkreuz für Wissenschaft und Kunst I. Klasse verliehen.